# Patricio Freire
Patrício Freire, detto Pitbull (Natal, 7 luglio 1987), è un lottatore di arti marziali miste brasiliano.
Combatte nella divisione dei pesi piuma per l'organizzazione statunitense Bellator nella quale è stato campione di categoria dal 2014 al 2015; in Bellator ha vinto anche i tornei della quarta e della nona stagione ed è stato un contendente al titolo già nel 2013 quando venne sconfitto dall'allora campione Pat Curran.
Patricio Pitbull è stato sconfitto solamente due volte in carriera e sempre per opinabili decisioni dei giudici di gara.
Ha un fratello maggiore, Patricky "Pitbull" Freire, anch'egli sotto contratto con la Bellator ma nella divisione dei pesi leggeri.

## Caratteristiche tecniche
Patricio Freire è una cintura nera di jiu jitsu brasiliano ma è forse maggiormente noto per la sua boxe ed il suo potente pugno da KO.

## Carriera nelle arti marziali miste

### Inizi
Patricio Freire iniziò la propria carriera come lottatore di MMA professionista nel 2004 in eventi organizzati a Natal, sua città di provenienza: qui in quasi sei anni inanella una serie di 12 vittorie consecutive con 10 finalizzazioni, molte di queste per sottomissione grazie al suo BJJ di alto livello.

### Bellator
Le sue ottime prestazioni lo portano nel 2010 a firmare un contratto con la prestigiosa promozione statunitense Bellator nella divisione dei pesi piuma.
Prende parte al torneo della seconda stagione, dove nei quarti di finale sottomette William Romero ed in semifinale sconfigge il futuro lottatore UFC Wilson Reis, ma in finale perde contro l'ex olimpico di lotta greco-romana Joe Warren per decisione non unanime dei giudici di gara.
Nel 2011 con la quarta stagione del Bellator prende parte ad un nuovo torneo dei pesi piuma, dove in sequenza sconfigge il futuro campione WSOF ed esperto di sottomissioni Georgi Karakhanyan, Wilson Reis ed in finale il futuro campione di categoria Daniel Straus, vincendo così il torneo ed ottenendo la possibilità di un rematch contro il campione in carica Joe Warren; in quell'ascesa Pitbull mise in luce una migliorata e potente boxe.
Il match titolato avrebbe dovuto svolgersi nel luglio 2011, ma in quell'occasione Warren s'infortunò alla mano e venne sostituito dal vincitore del torneo Summer Series Pat Curran, il quale sconfisse Joe Warren e si laureò campione.
L'incontro tra Freire e Curran per il titolo venne organizzato per l'agosto 2012, ma Curran subì un infortunio e la sfida venne posticipata a gennaio 2013: Pitbull mancò l'occasione titolata ancora una volta per un discutibile punteggio dei giudici di gara i quali assegnarono la vittoria al rivale statunitense per 47-48, 48-47 e 48-47.
In luglio sconfisse per KO Jared Downing il quale sostituiva l'infortunato Rob Emerson.
In settembre prese parte al torneo dei pesi piuma della nona stagione, vincendolo per la seconda volta consecutiva a spese di Diego Nunes, Fabricio Guerreiro e Justin Wilcox.
Un anno dopo nel settembre 2014 riaffrontò Pat Curran per il titolo, e questa volta fu Pitbull a spuntarla per decisione unanime con i punteggi 48-47, 49-46 e 49-46, divenendo il nuovo campione dei pesi piuma Bellator.
Nel gennaio del 2015 difende per la prima volta il proprio titolo nel rematch contro l'ex campione Daniel Straus in un incontro equilibrato e caratterizzato da diverse scorrettezze, incontro che vide Pitbull spuntarla per sottomissione durante la quarta ripresa.
La seconda difesa avviene in giugno contro il tedesco Daniel Weichel, ex campione M-1 Global: Pitbull vince per KO durante la seconda ripresa.
A novembre dovette affrontare per la terza volta Daniel Straus all'evento Bellator 145. Freire venne sconfitto per decisione unanime, perdendo il titolo dei pesi piuma dopo averlo difeso due volte con successo.
Affronta per la quarta volta Daniel Straus in un incontro titolato per il titolo dei pesi piuma, uscendone vincitore, dopo le difese titolate contro Daniel Weichel ed Emmanuel Sanchez affronta Michael Chandler a Bellator 221 per il titolo dei pesi leggeri Bellator, vince l'incontro laureandosi doppio campione in due divisioni.
Dopo tre difese titolare contro Juan Archuleta, Pedro Carvalho, Emmanuel Sanchez perde il titolo dei pesi piuma Bellator nella finale del torneo contro l'imbattuto A.J. McKee, dopo 1631 giorni complessivi di regno.
Il 6 Ottobre 2021 rende vacante il titolo dei pesi leggeri Bellator.

### Risultati nelle arti marziali miste
| Risultato | Record | Avversario           | Metodo                                   | Evento                        | Data              | Round | Tempo | Città                      | Note                                                                                                 |
| --------- | ------ | -------------------- | ---------------------------------------- | ----------------------------- | ----------------- | ----- | ----- | -------------------------- | --- |
| Sconfitta | 32-5   | A.J. McKee           | Sottomissione tecnica (guillotine choke) | Bellator 263                  | 31 luglio 2021    | 1     | 1:57  | Inglewood, Stati Uniti     | Finale del torneo per il titolo pesi piuma Bellator. Perde il titolo Bellator pesi piuma             |
| Vittoria  | 32-4   | Emmanuel Sanchez     | Sottomissione tecnica (guillotine choke) | Bellator 255                  | 2 aprile 2021     | 1     | 3:35  | Uncasville, Stati Uniti    | Semifinale del torneo per il titolo pesi piuma Bellator. Difende il titolo Bellator pesi piuma       |
| Vittoria  | 31-4   | Pedro Carvalho       | KO (pugni)                               | Bellator 252                  | 12 novembre 2020  | 1     | 2:10  | Uncasville, Stati Uniti    | Quarti di finale del torneo per il titolo pesi piuma Bellator. Difende il titolo Bellator pesi piuma |
| Vittoria  | 30-4   | Juan Archuleta       | Decisione (unanime)                      | Bellator 228                  | 28 settembre 2019 | 5     | 5:00  | Inglewood, Stati Uniti     | Primo turno del torneo per il titolo pesi piuma Bellator. Difende il titolo Bellator pesi piuma      |
| Vittoria  | 29-4   | Michael Chandler     | KO tecnico (pugni)                       | Bellator 221                  | 11 maggio 2019    | 1     | 1:01  | Rosemont, Stati Uniti      | Vince il titolo Bellator pesi leggeri                                                                |
| Vittoria  | 28-4   | Emmanuel Sanchez     | Decisione (unanime)                      | Bellator 209                  | 15 novembre 2018  | 5     | 5:00  | Tel Aviv, Israele          | Difende il titolo Bellator pesi piuma                                                                |
| Vittoria  | 27-4   | Daniel Weichel       | Decisione (non unanime)                  | Bellator 203                  | 14 luglio 2018    | 5     | 5:00  | Roma, Italia               | Difende il titolo Bellator pesi piuma                                                                |
| Vittoria  | 26-4   | Daniel Straus        | Sottomissione (guillotine choke)         | Bellator 178                  | 21 aprile 2017    | 2     | 0:37  | Uncasville, Stati Uniti    | Vince il titolo Bellator pesi piuma                                                                  |
| Sconfitta | 25-4   | Benson Henderson     | KO tecnico (infortunio alla gamba)       | Bellator 160                  | 26 agosto 2016    | 2     | 2:26  | Anaheim, Stati Uniti       | Debutto nei pesi leggeri                                                                             |
| Vittoria  | 25-3   | Henry Corrales       | Sottomissione (guillotine choke)         | Bellator 153                  | 22 aprile 2016    | 2     | 4:09  | Uncasville, Stati Uniti    | |
| Sconfitta | 24-3   | Daniel Straus        | Decisione (unanime)                      | Bellator 145                  | 6 novembre 2015   | 5     | 5:00  | Saint Louis, Stati Uniti   | Perde il titolo dei Pesi Piuma Bellator                                                              |
| Vittoria  | 24-2   | Daniel Weichel       | KO (pugno)                               | Bellator: Unfinished Business | 20 giugno 2015    | 2     | 0:32  | Saint Louis, Stati Uniti   | Difende il titolo dei Pesi Piuma Bellator                                                            |
| Vittoria  | 23-2   | Daniel Straus        | Sottomissione (rear naked choke)         | Bellator CXXXII               | 16 gennaio 2015   | 4     | 4:49  | Temecula, Stati Uniti      | Difende il titolo dei Pesi Piuma Bellator                                                            |
| Vittoria  | 22-2   | Pat Curran           | Decisione (unanime)                      | Bellator CXXIII               | 5 settembre 2014  | 5     | 5:00  | Uncasville, Stati Uniti    | Vince il titolo dei Pesi Piuma Bellator                                                              |
| Vittoria  | 21-2   | Justin Wilcox        | KO Tecnico (pugni)                       | Bellator CVIII                | 15 novembre 2013  | 1     | 2:23  | Atlantic City, Stati Uniti | Vince il torneo dei Pesi Piuma Bellator IX                                                           |
| Vittoria  | 20-2   | Fabrício Guerreiro   | Decisione (unanime)                      | Bellator CIII                 | 11 ottobre 2013   | 3     | 5:00  | Mulvane, Stati Uniti       | Torneo dei Pesi Piuma Bellator IX, Semifinale                                                        |
| Vittoria  | 19-2   | Diego Nunes          | KO (pugni)                               | Bellator XCIX                 | 13 settembre 2013 | 1     | 1:19  | Temecula, Stati Uniti      | Torneo dei Pesi Piuma Bellator IX, Quarti di finale                                                  |
| Vittoria  | 18-2   | Jared Downing        | KO Tecnico (pugni)                       | Bellator XCVII                | 31 luglio 2013    | 2     | 0:54  | Rio Rancho, Stati Uniti    | |
| Sconfitta | 17-2   | Pat Curran           | Decisione (non unanime)                  | Bellator LXXXV                | 13 gennaio 2013   | 5     | 5:00  | Irvine, Stati Uniti        | Per il titolo dei Pesi Piuma Bellator                                                                |
| Vittoria  | 17-1   | Daniel Straus        | Decisione (unanime)                      | Bellator XLV                  | 21 maggio 2011    | 3     | 5:00  | Lake Charles, Stati Uniti  | Vince il torneo dei Pesi Piuma Bellator IV                                                           |
| Vittoria  | 16-1   | Wilson Reis          | KO (pugni)                               | Bellator XLI                  | 16 aprile 2011    | 3     | 3:29  | Yuma, Stati Uniti          | Torneo dei Pesi Piuma Bellator IV, Semifinale                                                        |
| Vittoria  | 15-1   | Georgi Karakhanyan   | KO Tecnico (pugni)                       | Bellator XXXVII               | 19 marzo 2011     | 3     | 0:56  | Concho, Stati Uniti        | Torneo dei Pesi Piuma Bellator IV, Quarti di finale                                                  |
| Sconfitta | 14-1   | Joe Warren           | Decisione (non unanime)                  | Bellator XXIII                | 24 giugno 2010    | 3     | 5:00  | Louisville, Stati Uniti    | Torneo dei Pesi Piuma Bellator II, Finale                                                            |
| Vittoria  | 14-0   | Wilson Reis          | Decisione (unanime)                      | Bellator XVIII                | 13 maggio 2010    | 3     | 5:00  | Monroe, Stati Uniti        | Torneo dei Pesi Piuma Bellator II, Semifinale                                                        |
| Vittoria  | 13-0   | William Romero       | Sottomissione (heel hook)                | Bellator XV                   | 22 aprile 2010    | 1     | 2:01  | Uncasville, Stati Uniti    | Torneo dei Pesi Piuma Bellator II, Quarti di finale                                                  |
| Vittoria  | 12–0   | Johnny Iwasaki       | Sottomissione (ghigliottina)             | Platinum Fight Brazil 2       | 5 dicembre 2009   | 2     | 3:27  | Rio de Janeiro, Brasile    | |
| Vittoria  | 11–0   | Vinicius Zani        | KO Tecnico (calcio alla testa e pugni)   | Eagle FC                      | 26 settembre 2009 | 1     | 1:24  | San Paolo, Brasile         | |
| Vittoria  | 10–0   | Giovani Diniz        | Sottomissione (kimura)                   | Platinum Fight Brazil         | 13 agosto 2009    | 1     | 2:20  | Natal, Brasile             | |
| Vittoria  | 9–0    | Toninho Fúria        | KO (ginocchiata in salto)                | Brazil Nordeste Combat        | 2 aprile 2009     | 1     | 2:16  | Natal, Brasile             | |
| Vittoria  | 8–0    | Fernando Vieira      | Decisione (unanime)                      | Leal Combat: Premium          | 5 giugno 2008     | 3     | 5:00  | Natal, Brasile             | |
| Vittoria  | 7–0    | Paulo Dantas         | Sottomissione (heel hook)                | Rino's FC 4                   | 27 settembre 2007 | 1     | 2:21  | Fortaleza, Brasile         | |
| Vittoria  | 6–0    | Jadyson Costa        | Sottomissione (rear naked choke)         | Leal Combat: Natal            | 5 luglio 2007     | 1     | 4:34  | Natal, Brasile             | |
| Vittoria  | 5–0    | Rafael Gargula       | Sottomissione (armbar)                   | Tridenium Combat              | 6 aprile 2006     | 2     | 3:05  | Fortaleza, Brasile         | |
| Vittoria  | 4–0    | João Paulo Rodrigues | Sottomissione (ghigliottina)             | Fight Ship Looking Boy 1      | 8 settembre 2005  | 2     | -     | Natal, Brasile             | |
| Vittoria  | 3–0    | Tarcisio Jardim      | KO (pugni)                               | Octagon Fight                 | 24 febbraio 2005  | 2     | -     | Natal, Brasile             | |
| Vittoria  | 2–0    | Marlon Silva         | Decisione (unanime)                      | Brazilian Challenger 2        | 21 ottobre 2004   | 3     | 5:00  | Natal, Brasile             | |
| Vittoria  | 1–0    | Dida                 | KO Tecnico (stop medico)                 | Desafio: Natal vs. Nordeste   | 9 marzo 2004      | 1     | 5:00  | Natal, Brasile             | |